# Swallow Sidecar SS1
La SS1 è stata la prima automobile prodotta dalla casa automobilistica inglese Swallow Sidecar presso lo stabilimento di Coventry. In seguito, nel 1933, la ditta assumerà la denominazione di SS Cars Ltd fino al 1945 anno in cui adottò l'attuale denominazione Jaguar.

## Il contesto
La SS1 venne prodotta dal 1932 al 1936. Dall'inizio della produzione al 1934 la vettura era dotata di sue motorizzazioni: un 6 cilindri in linea a valvole laterali di 2.054 cm³ che erogava 48 cavalli (36 KW) oppure con 2.552 cm³ da 62 cavalli (46 kW). In seguito, dal 1934 al 1936, furono adottati dei nuovi propulsori alimentati sempre a benzina da 2.143 cm³ (capace di 53 cavalli ovvero 39 kW) e da 2.663 cm³ (68 cavalli per 51 kW). I motori erano prodotti dalla Standard Motor Company.

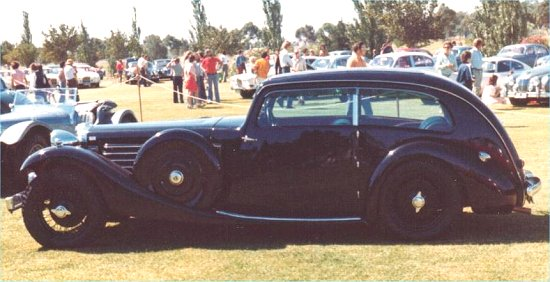
Profilo di una SS1 Airline

L'auto era apprezzata più per la sua linea e per il basso prezzo di listino che per le sue modeste prestazioni. La velocità massima era infatti pari a 121 km/h (75 mph). Nel 1932 la vettura costava 310 sterline e ne furono realizzate circa 4.200 esemplari.
Inizialmente era disponibile nella sola versione spider 4 posti ma nel 1933 venne lanciata la versione Tourer. Nel 1934 il telaio venne modificato per avere una carreggiata e un avantreno più larghi. Il cambio manuale a 4 rapporti venne dotato di sincronizzatore. Nel 1935 venne aggiunta alla gamma la coupé Airline.